# Bâton français
Bâton français, französisch für „französischer Stab“, ist eine französische Stockkampfart, vermutlich eine Abart des englischen Quarterstaff. Die Techniken sind, wie andere europäische Kampfkünste mit dem Langstock, stark den Techniken des Langschwertes entlehnt. Vergleichbar ist Bâton français mit dem englischen Quarterstaff und der Halben Stange der deutschen Schule, aber vor allem mit dem portugiesischen Jogo do pau, dem spanischen Juego del Palo und dem italienischen schiera di bastone.
Bâton wurde im 19. Jahrhundert systematisiert und gehört wie La Canne zu den Disziplinen, die mit dem boxe française (Savate) in Verbindung stehen.

## Weblink
- Bâton français